# Psychotria tapirapecoana
Psychotria tapirapecoana är en måreväxtart som beskrevs av Julian Alfred Steyermark. Psychotria tapirapecoana ingår i släktet Psychotria och familjen måreväxter. Inga underarter finns listade i Catalogue of Life.